# Phascomurexia naso
Phascomurexia naso је врста сисара торбара из реда Dasyuromorphia и породице Dasyuridae. 

## Распрострањење
Ареал врсте је ограничен на две државе. Присутна је у следећим државама: Индонезија (Западна Нова Гвинеја) и Папуа Нова Гвинеја.

## Станиште
Станиште врсте су шуме. Врста је по висини распрострањена до 2.800 метара надморске висине. Врста је присутна на подручју острва Нова Гвинеја. 

## Угроженост
Ова врста је наведена као последња брига, јер има широко распрострањење и честа је врста.